# Parabangalaia flavosignata
Parabangalaia flavosignata är en skalbaggsart som beskrevs av Stefan von Breuning 1946. Parabangalaia flavosignata ingår i släktet Parabangalaia och familjen långhorningar. Inga underarter finns listade i Catalogue of Life.